# Comuna Norînsk, Ovruci
Norînsk (în ucraineană Норинська сільська рада) este o comună în raionul Ovruci, regiunea Jîtomîr, Ucraina, formată din satele Moșceanîțea, Norînsk (reședința) și Pidvelidnîkî.

## Demografie
Componența lingvistică a comunei Norînsk
     Ucraineană (98,47%)
     Rusă (1,15%)
     Alte limbi (0,38%)
Conform recensământului din 2001, majoritatea populației comunei Norînsk era vorbitoare de ucraineană (98,47%), existând în minoritate și vorbitori de rusă (1,15%).